# Jurij Stezko
Jurij Stezko (ukrainisch Юрій Стецько, wiss. Transliteration Jurij Stecʹko; * 4. August 1981 in Riwne) ist ein ehemaliger ukrainischer Freestyle-Skier. Er war auf die Disziplin Aerials (Springen) spezialisiert.
Stezko trat international erstmals bei den Internationalen Jugendmeisterschaften 1997 in Laajavuori in Erscheinung, wobei er den dritten Platz errang. In seiner letzten Saison als aktiver Sportler 1997/98 nahm er an vier Freestyle-Skiing-Weltcups teil, wobei der 12. Platz in Meiringen-Hasliberg sein bestes Ergebnis war. Bei den Olympischen Winterspielen 1998 in Nagano belegte er den 19. Platz.